# Pouligny-Saint-Pierre

Pouligny-Saint-Pierre este o comună în departamentul Indre, Franța. În 1 ianuarie 2022 avea o populație de 1.032 de locuitori.